# 75570 Jenőwigner
(75570) Jenőwigner, denumire internațională (75570) Jenowigner, este un asteroid din centura principală de asteroizi.

## Descriere
75570 Jenőwigner este un asteroid din centura principală de asteroizi. A fost descoperit pe 1 ianuarie 2000 la Piszkesteto de Krisztián Sárneczky și László L. Kiss. Asteroidul prezintă o orbită caracterizată de o semiaxă mare de 3,12 ua, o excentricitate de 0,13 și o înclinație de 5,1° în raport cu ecliptica.